# Echar raíces
Echar raíces: preludio a una declaración de deberes hacia la humanidad (en francés: L'Enracinement, prélude à une déclaration des devoirs envers l'être humain) es una obra de la filósofa francesa Simone Weil, publicada en 1949 por Albert Camus en la colección «Espoir» que dirigió en la editorial Gallimard. El manuscrito quedó inacabado.Como todos los libros de Weil, se publicó póstumamente .
La obra diagnostica las causas del malestar social, cultural y espiritual que, según Weil, afligía a la civilización del siglo XX, particularmente a Europa, pero también al resto del mundo. El 'desarraigo' se define como una condición casi universal que resulta de la destrucción de los vínculos con el pasado y la disolución de la comunidad. Weil especifica los requisitos que deben cumplirse para que los pueblos puedan volver a sentirse arraigados, cultural y espiritualmente, a su entorno, tanto al pasado como a las expectativas de futuro. El libro analiza las corrientes políticas, culturales y espirituales que deben fomentarse para que las personas tengan acceso a fuentes de energía que les ayuden a llevar una vida plena, alegre y moralmente buena. Un tema principal es la necesidad de reconocer la naturaleza espiritual del trabajo.
Echar raíces se considera la obra más conocida de Weil y ha provocado una variedad de respuestas, desde ser descrita como una obra de "originalidad excepcional y amplitud de simpatía humana" hasta "una colección de disparates atroces". 

## Contexto histórico
Simone Weil escribió Echar raíces en el marco de los servicios a la Francia Libre.  Había escrito en julio de 1942 a Maurice Schumann, su antiguo camarada del Lycée Henri IV, entonces portavoz de la organización, para que la integrara a la misma. Schumann intervino en su nombre ante André Philip, comisario del interior, que la presentó. Llegó a Londres en diciembre de 1942. Fue nombrada editora y trabajó bajo la dirección de Philip, que se había unido a De Gaulle en 1942, y Francis-Louis Closon, que llegó en el verano de 1941. La comisión en el marco de la cual desarrollaban sus actividades fue creada en diciembre de 1941 por René Cassin para reflexionar sobre la Francia de posguerra. Según Camus, De Gaulle había pedido “Un informe sobre las posibilidades de recuperación de Francia" y quería una nueva declaración de derechos humanos luego de la Liberación. El trabajo de la comisión condujo, independientemente del realizado por Weil, a la publicación de una declaración el 14 de agosto de 1943. Cassin, que continuó este proyecto en la ONU después de la guerra, se convirtió en uno de los principales redactores de la Declaración Universal de Derechos Humanos adoptada en 1948. Había sido uno de los primeros en apoyar a De Gaulle y se unió a él en Londres en junio de 1940.  Los pensamientos de Simone Weil, sin embargo, tomaron una dirección diferente: en desacuerdo con la orientación de la Francia libre, en particular en lo que respecta al papel desempeñado por De Gaulle, por lo cual Weil dimitió en julio de 1943.
Como la mayoría de los textos de Weil, a excepción de los Cahiers a los que confió sus reflexiones metafísicas, y las cartas o artículos sobre cuestiones religiosas destinados a sus corresponsales o a las revistas, Echar raíces está dictado por acontecimientos históricos y políticos que para ella eran importantes y daban oportunidad para el cuestionamiento filosófico. Echar raíces, forma parte de un conjunto de textos escritos durante los últimos meses de su vida, en Inglaterra, entre diciembre de 1942 y agosto de 1943 , concentrándose la redacción de Echar raíces entre enero y abril. 1943. Entre estos textos, La Persona y lo sagrado y ¿Estamos luchando por la justicia? constituyen, con el preludio titulado Estudio para una declaración de obligaciones hacia los seres humanos, desarrollos filosóficos inseparables de su “gran trabajo". Durante este período prolífico se escribieron otros textos en torno a Echar raíces, también importantes desde el punto de vista político, histórico y filosófico.  El preludio, en particular, sirve de introducción a Echar raíces, cuyo fundamento filosófico establece a partir de la noción de bien absoluto o total. 

Aunque parte del trabajo aborda soluciones específicas que remitían principalmente a Francia en la década de 1940, la mayor parte aborda problemas sociales, políticos y culturales generales y, por lo tanto, tiene un interés filosófico y político general y duradero. Este interés se destaca en los prefacios de la traducción inglesa y de las ediciones francesas de Echar raíces. El poeta y crítico T. S. Eliot escribe que “Este libro pertenece a la categoría de prolegómenos a la política que los políticos rara vez leen y que la mayoría de ellos no entenderían ni sabrían aplicar. Tales obras no influyen en la conducción contemporánea de los asuntos públicos: para los hombres y mujeres que ya participan en esta carrera y están familiarizados con la jerga política, siempre llegan demasiado tarde. Este es uno de esos libros que los jóvenes deberían estudiar antes de que ya no tengan tiempo para hacerlo y su capacidad de pensamiento sea aniquilada por las campañas electorales y las asambleas parlamentarias; libros cuyo efecto, esperamos, se sentirá en la actitud mental de la próxima generación". Florence de Lussy afirma, por su parte, que “tiene un evidente carácter premonitorio respecto del desorden y las inconsistencias de nuestro tiempo. Es urgente leerlo". La edición de Echar raíces en las Obras completas de Simone Weil incluye dos prólogos. En el primero, Patrice Rolland, después de explicar la naturaleza de la relación de Simone Weil con la Francia libre, presenta Echar raíces como un proyecto que tiene una dimensión a la vez política y patriótica, mientras que Robert Chenavier, en el segundo, insiste en el aspecto espiritual del proyecto. 

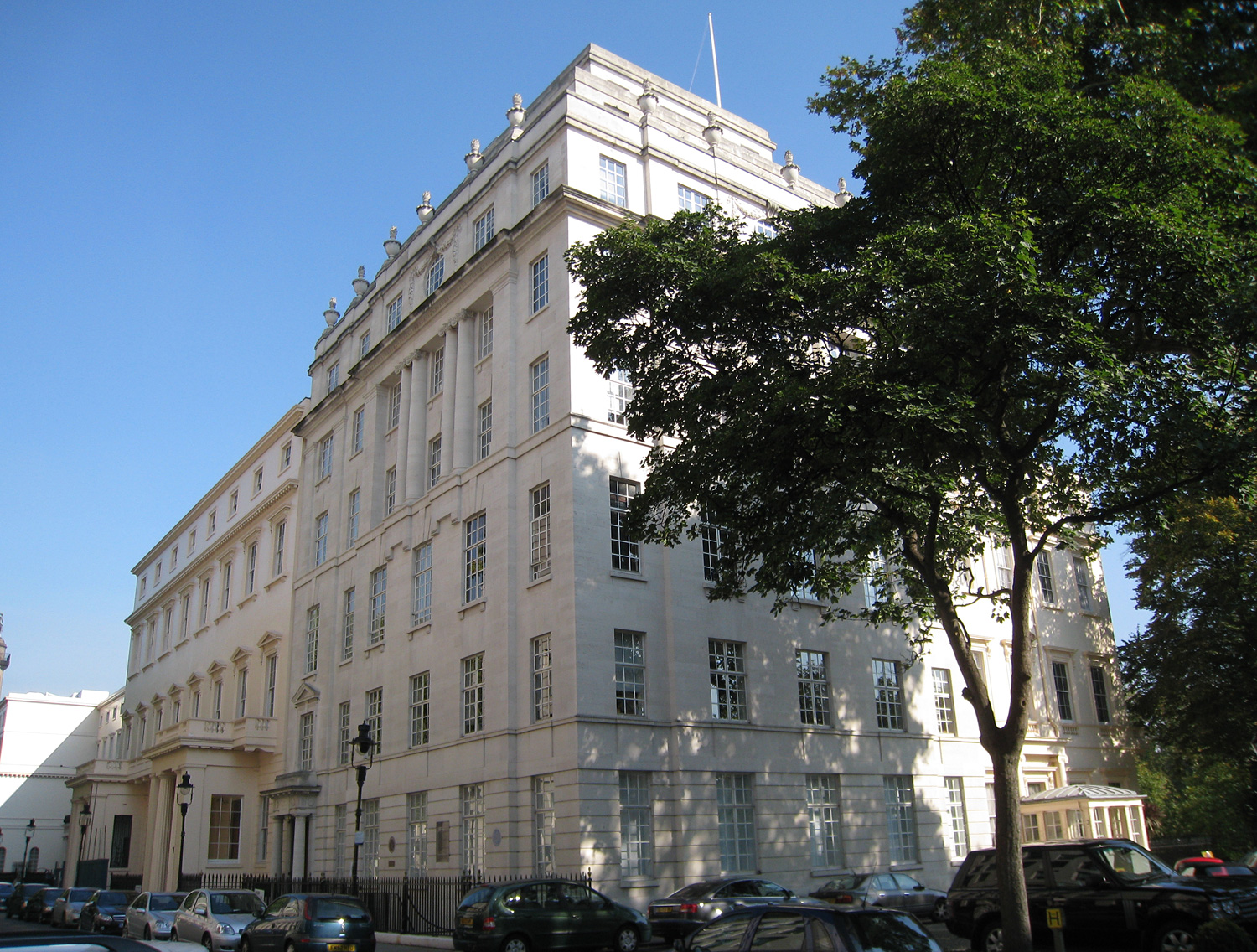
Jardines Carlton 4, Londres. Durante la Segunda Guerra Mundial, el edificio sirvió como sede provisional del movimiento de Resistencia de la Francia Libre. Weil estuvo destinada aquí mientras escribía Echar raíces.

"La espiritualidad del trabajo" fue un concepto que ocupó a Weil a lo largo de su carrera. Según el biógrafo Richard Rees, todo el trabajo de su vida puede considerarse como un intento de dilucidar el concepto que ella consideraba la gran idea original de Occidente. Weil presentó el trabajo físico como el tipo de trabajo más adecuado para desarrollar una conexión directa con Dios. Su análisis se basó en un período de un año como obrera en una fábrica y en varios períodos como trabajadora agrícola.  

## Temas
El libro está dividido en tres partes. La primera parte se subdivide en catorce secciones, cada una de las cuales trata de una necesidad humana específica. En conjunto, se las denomina “necesidades del alma”. La segunda parte se subdivide en tres secciones, que abordan el concepto de desarraigo en relación con la vida urbana, la vida rural y la nacionalidad. La tercera parte es indivisa y analiza las posibilidades de inspirar a una nación. Sólo una pequeña parte del libro analiza las soluciones específicas que fueron especialmente aplicables a Francia en la década de 1940.

### La noción de bien absoluto
La base de la obligación moral es la exigencia del bien absoluto que reside en cada ser humano, presente en todo momento en la "conciencia universal", como lo demuestran los textos más antiguos conservados por la humanidad. Weil explica en el preámbulo de Echar raíces que el bien vive en el corazón del hombre independientemente de los hechos que se manifiestan en un mundo material que parece rechazar cualquier trascendencia. Las referencias a la noción de bien trascendente, remitidas al texto del preámbulo, son frecuentes en Echar raíces.
La necesidad y el equilibrio de poder son el principio de acción de las cosas en el mundo. El bien es, por su parte, el resorte propiamente humano de la acción moral. Según Weil, hay realidades cuya existencia no se puede negar y que son absolutamente irreductibles: la justicia, la bondad o la belleza son tales realidades. La belleza del mundo, por ejemplo, es señal de que algo resiste la prueba de cualquier duda o desesperación, y nos remite a “nuestro deseo de bien". Lo mismo ocurre con el bien del que son capaces los hombres, al menos los que se dicen santos o sabios, o simplemente los que se llaman "hombres de buena voluntad», que no dejan de sorprender con su amabilidad y generosidad incluso a los detractores más escépticos o pesimistas de la especie humana.
Los seres humanos creen que quieren todo tipo de bienes relativos que se encuentran en el mundo. De hecho, lo que realmente quieren, el mundo no puede dárselos directamente. Porque lo que quieren no es de este mundo, no se encuentra aquí abajo: el verdadero bien “Nunca encontraras ningún objeto en este mundo". Lo que los hombres desean por encima de todo es el bien total y absoluto, y sin embargo “desconocido", de las cuales la belleza del mundo, las obras de arte auténticamente bellas y las acciones que llamamos bellas, buenas o sabias son el reflejo o manifestación en la realidad material.
Weil habla de “esta demanda de un bien absoluto" o "de bien total» como en “una realidad situada fuera del mundo, es decir fuera del espacio y del tiempo, fuera del universo mental del hombre, fuera de todo el dominio que las facultades humanas pueden alcanzar". La única manera de captar este bien, de acceder a esta realidad, es a través de la atención y el amor, que hacen posible el cumplimiento de la obligación en la práctica. Weil sitúa así la preexistencia de toda obligación moral en la trascendencia del bien que se encarna universalmente en cada ser humano. “Fuera de este universo, más allá de lo que las facultades humanas pueden captar, existe una realidad a la que corresponde en el corazón humano la exigencia del bien total que se encuentra en cada hombre. De esta realidad proviene todo lo bueno aquí en la tierra. De él procede toda obligación ".

### Las necesidades del alma

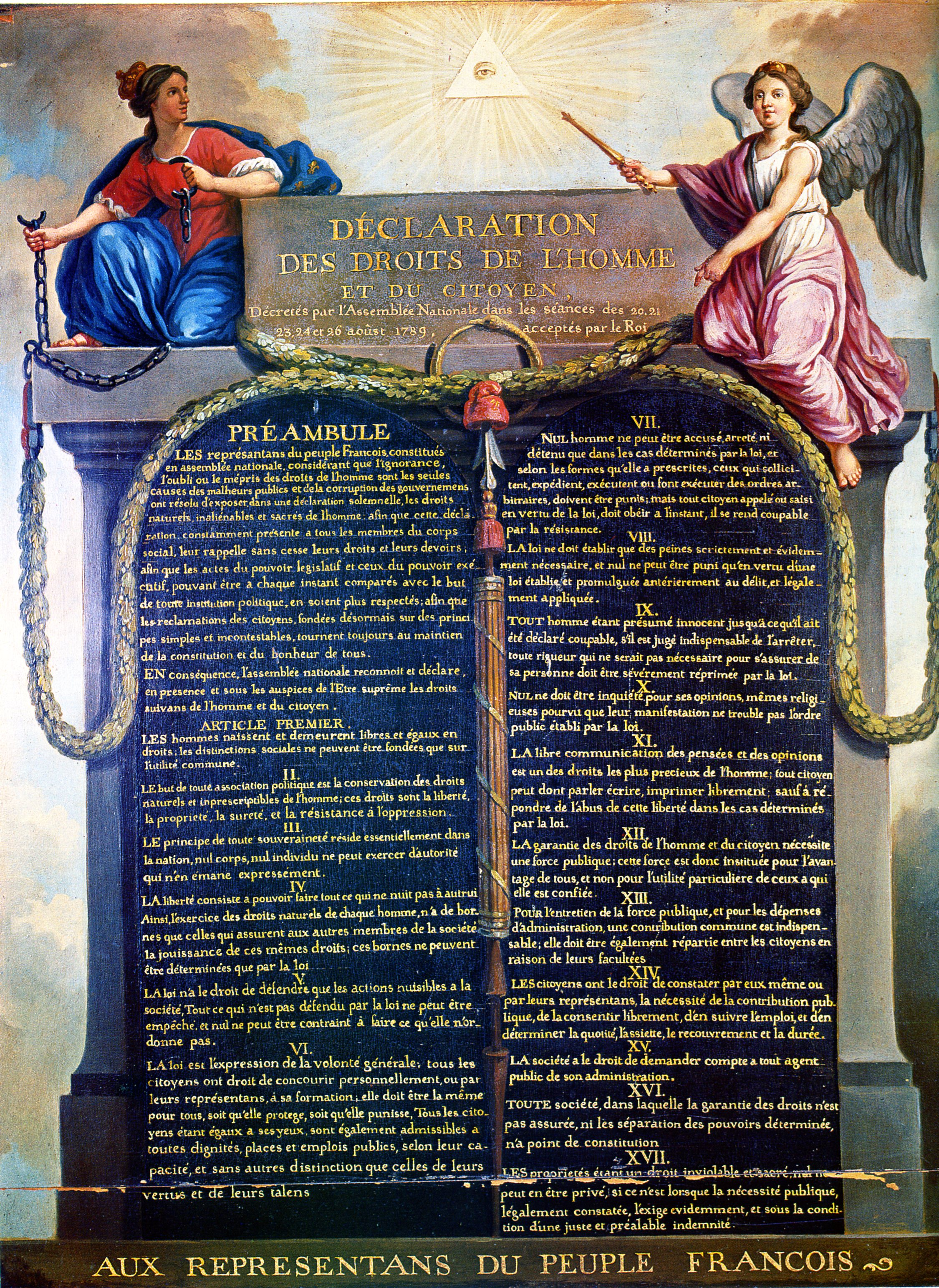
Declaración de los Derechos del Hombre y del Ciudadano de 1789

La primera parte comienza con un análisis de las obligaciones y los derechos. Weil afirma que las obligaciones son más fundamentales que los derechos, ya que un derecho sólo tiene sentido en la medida en que los demás cumplan con su obligación de respetarlo. Un hombre solo en el universo, dice, tendría obligaciones pero no derechos. Los derechos son pues “subordinados y relativos” a las obligaciones. Weil considera que quienes dirigieron la revolución francesa se equivocaron al basar sus ideas para una nueva sociedad en la noción de derechos en lugar de obligaciones,  sugiriendo que un sistema basado en obligaciones habría sido mejor. Weil afirma que mientras que los derechos están sujetos a condiciones variables, las obligaciones son "eternas", "situadas por encima de este mundo" e "independientes de las condiciones", y se aplican a todos los seres humanos. Sin embargo, las actividades reales que las obligaciones nos exigen realizar pueden variar dependiendo de las circunstancias. La obligación más fundamental implica respetar las necesidades esenciales de los demás: las “necesidades del alma”.
Weil respalda sus ideas sobre las necesidades del alma mencionando que las tradiciones cristiana, egipcia y otras han mantenido puntos de vista morales similares a lo largo de la historia, particularmente sobre la obligación de ayudar a quienes sufren hambre. Esto, dice Weil, debería servir como modelo para otras necesidades del alma, también hace una distinción entre necesidades físicas (como la alimentación, la calefacción y la atención médica) y necesidades no físicas que tienen que ver con el "lado moral" de la vida. Ambos tipos son vitales, y la privación de estas necesidades hace que uno caiga en un estado "más o menos parecido a la muerte".
Weil analiza con cierto detalle los colectivos.  Dice que las obligaciones no vinculan a los colectivos, sino a los individuos que los componen. Los colectivos deben ser respetados, no por sí mismos, sino porque son “alimento para la humanidad”. Los colectivos que no sean «alimento para la humanidad» –colectivos dañinos o inútiles– deberían ser eliminados.
El resto de la primera parte está dividido en secciones que analizan las necesidades esenciales del alma, que según Weil corresponden a las necesidades corporales básicas, como los requisitos de alimento, calor y medicinas; considera que tales necesidades pueden agruparse en su mayoría en pares antitéticos, como las necesidades de descanso y actividad, o de calor y frescor, y que se satisfacen mejor cuando se logra un equilibrio que permita satisfacer ambas necesidades a la vez. En las comunidades donde están satisfechas todas las necesidades esenciales habrá un «florecimiento de fraternidad, de alegría, de belleza y de felicidad». 

#### Orden
El orden se introduce como una necesidad preeminente. Weil lo define como una disposición de la sociedad que minimiza las situaciones en las que es necesario elegir entre obligaciones incompatibles.

#### Libertad
La libertad se describe como la capacidad de tomar decisiones significativas. Se reconoce que las sociedades inevitablemente deben tener reglas para el bien común que restrinjan la libertad hasta cierto grado. Weil sostiene que estas reglas no disminuyen realmente la libertad si cumplen ciertas condiciones; si su propósito es fácil de comprender y no hay demasiadas, entonces los individuos maduros y de buena voluntad no deberían encontrarlas opresivas. Esto se ilustra al describir el hábito de "no comer cosas repugnantes o peligrosas" como algo que no constituye una violación de la libertad. Las únicas personas que se sentirían limitadas por tales reglas son las caracterizadas como infantiles.

#### Obediencia
La obediencia se define como una necesidad esencial del alma siempre que sea del tipo que surge del consentimiento libremente dado para obedecer un conjunto determinado de reglas o las órdenes de un líder. La obediencia motivada por el miedo a las sanciones o el deseo de recompensa es mero servilismo y no tiene ningún valor, considera que es importante que la estructura social tenga un objetivo común, cuya esencia pueda ser comprendida por todos, para que la gente pueda apreciar el propósito de las reglas y órdenes.

#### Responsabilidad
Weil dice que todos tenemos la necesidad de sentirnos útiles e incluso esenciales para los demás. Lo ideal sería que pudieran tomar al menos algunas decisiones y tener la oportunidad de mostrar iniciativa además de realizar su trabajo. El desempleado, por ejemplo, se ve privado de esta necesidad. Weil advierte que, para las personas de carácter bastante fuerte, esta necesidad se extiende al requisito de asumir un papel de liderazgo al menos durante parte de su vida, y que una vida comunitaria floreciente proporcionará suficientes oportunidades para que todos tengan su turno para dar órdenes a los demás.

#### Igualdad
La igualdad es una necesidad esencial cuando se define como el reconocimiento de que todos tienen derecho al mismo respeto como seres humanos, independientemente de las diferencias. Weil aconseja que una sociedad ideal debería implicar un equilibrio entre igualdad y desigualdad. Si bien debería haber movilidad social tanto hacia arriba como hacia abajo, si los niños tienen una oportunidad verdaderamente igual de progresar basándose exclusivamente en sus propias habilidades, todo aquel que terminara en un trabajo de baja categoría sería visto como alguien que está ahí debido a sus propias deficiencias. Weil dice que una organización social ideal implicaría exigir a quienes disfrutan de poder y privilegios un estándar de conducta más alto que a quienes no los tienen; en particular, un delito cometido por un empleador contra empleados debería ser castigado mucho más severamente que un delito cometido por un empleado contra su empleador.

#### Jerarquía
Weil escribe sobre la importancia de un sistema de jerarquía en el que uno siente devoción hacia los superiores, no como individuos, sino como símbolos. La jerarquía representa el orden del reino celestial y ayuda a uno a encajar en su lugar moral.

#### Honor
El honor es la necesidad de un tipo especial de respeto además del respeto que automáticamente se le debe a todo ser humano. El honor de un individuo está relacionado con el grado en que su conducta se ajusta a ciertos criterios, que varían según el entorno social en el que habita el individuo. La necesidad de honor se satisface mejor cuando las personas pueden participar en una tradición noble compartida. Para que una profesión satisfaga esta necesidad, debe contar con una asociación capaz de "mantener vivo el recuerdo de todo el caudal de nobleza, heroísmo, probidad, generosidad y genio aplicados en el ejercicio de esa profesión".

#### Castigo
Se discuten dos tipos de castigo necesario. Los castigos disciplinarios ayudan a reforzar la buena conciencia del individuo, proporcionándole apoyo externo en la batalla contra la caída en el vicio. El segundo y más esencial tipo de castigo es el punitivo. Weil considera que, en cierto sentido, la comisión de un delito coloca al individuo fuera de la cadena de obligaciones que forman la buena sociedad, y que el castigo es esencial para reintegrar al individuo a la sociedad legal.

#### Libertad de opinión
Weil dice que es esencial que las personas sean libres de expresar cualquier opinión o idea. Sin embargo, advierte que no se deben expresar opiniones muy dañinas en el sector de los medios de comunicación que se encarga de moldear la opinión pública.

#### Seguridad
La seguridad se describe como la libertad frente al miedo y el terror, excepto en circunstancias breves y excepcionales. Considera que el miedo permanente provoca una "semiparálisis del alma".

#### Riesgo
Weil sostiene que el riesgo, en la medida adecuada, puede ser suficiente para protegernos de un tipo perjudicial de aburrimiento y enseñarnos cómo lidiar apropiadamente con el miedo, pero no debe ser tanto como para que el miedo nos domine.

#### Propiedad personal
Weil escribe que el alma sufre sentimientos de aislamiento si se ve privada de objetos que pueda llamar propios, que puedan servir como extensiones del cuerpo. Ella aconseja que, siempre que sea posible, las personas deberían poder ser propietarias de sus propias viviendas y de las herramientas de su oficio.

#### Propiedad colectiva
La necesidad de propiedad colectiva se satisface cuando las personas, desde los más ricos hasta los más pobres, sienten un sentido compartido de propiedad y disfrute de los edificios públicos, la tierra y los eventos.

#### Verdad
Weil afirma que la necesidad de la verdad es la más sagrada de todas las necesidades. Se ve comprometida cuando las personas no tienen acceso a fuentes de información confiables y precisas. Dado que los trabajadores a menudo carecen de tiempo para verificar lo que leen en los libros y los medios de comunicación, los escritores que introducen errores evitables deberían rendir cuentas. Se debería prohibir la propaganda y las personas que mienten deliberadamente en los medios deberían ser pasibles de severas sanciones.

### Desarraigo
Weil concibe el desarraigo como una condición en la que las personas carecen de conexiones profundas y vivas con su entorno  Esto se agrava si ellas también carecen de participación en la vida comunitaria. Las personas desarraigadas carecen de conexiones con el pasado y de un sentido de su propio lugar integral en el mundo. El desarraigo tiene muchas causas, y dos de las más potentes son la conquista de una nación por extranjeros y la creciente influencia del dinero, que tiende a corroer la mayoría de las demás formas de motivación.

#### Desarraigo en las ciudades

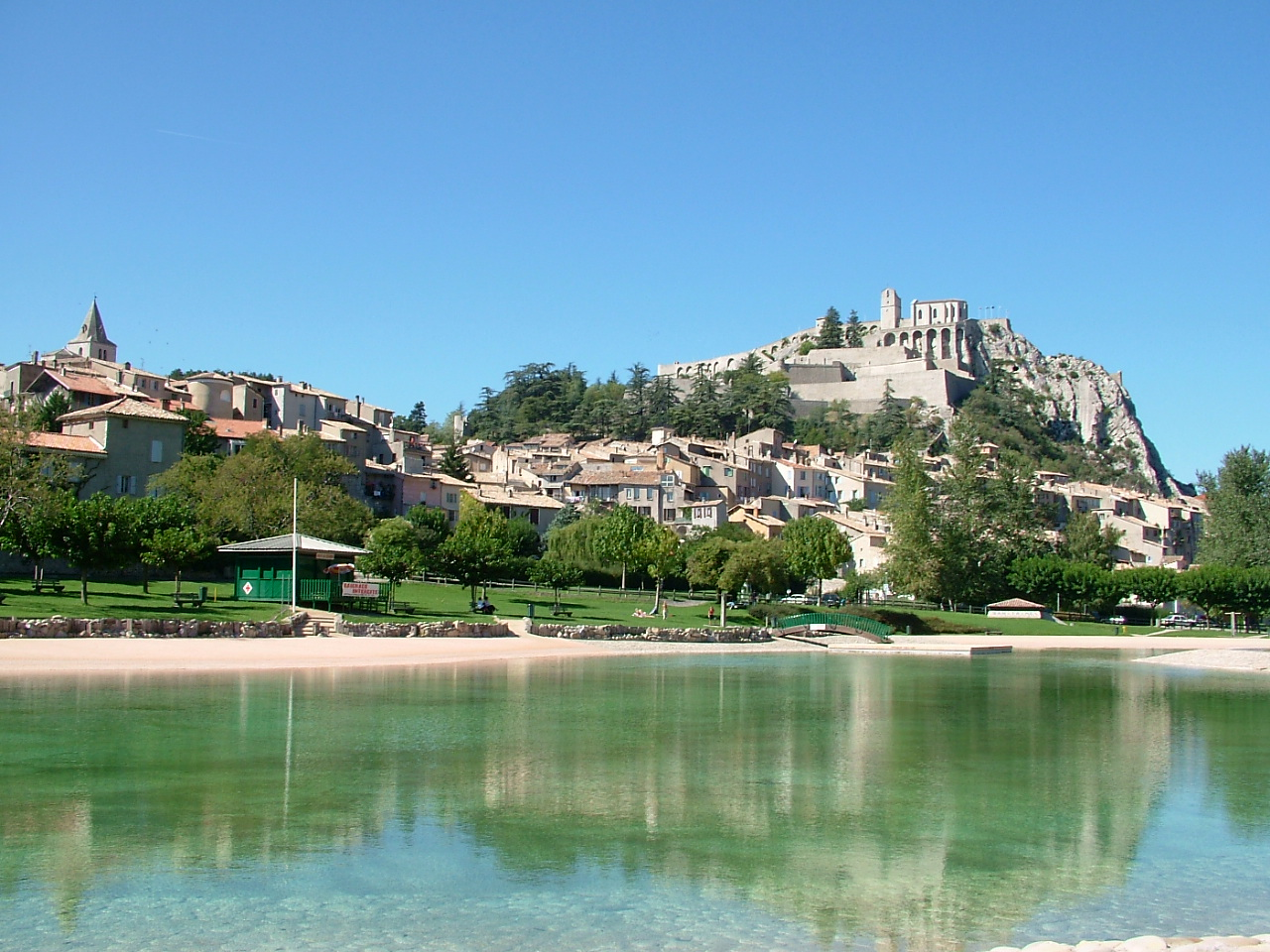
Sisteron en el sureste de Francia. Weil consideraba que la civilización naciente que existía en la región de Provenza antes de la Cruzada albigense tenía una cultura en la que el trabajo estaba libre de toda "mancha de esclavitud" y se reconocía la dimensión espiritual del trabajo.

Weil afirma que en la Francia del siglo XX y en otros lugares la condición de desarraigo es más avanzada en las ciudades, especialmente entre los trabajadores peor pagados que tienen una dependencia total del dinero. Su desarraigo es tan severo que es efectivamente como si los hubieran desterrado de su propio país y luego los hubieran reintegrado temporalmente por tolerancia, obligados por empleadores opresivos a concentrar casi toda su atención en el trabajo pesado y a destajo. Para los pobres urbanos que no tienen trabajo, la situación es aún peor: el desempleo se describe como "desarraigo al cuadrado". 
La brecha que se ha ido ampliando desde el Renacimiento entre la alta cultura y la masa del pueblo es otro factor que contribuye al desarraigo.  La educación hoy en día sólo tiene un efecto limitado a la hora de ayudar a crear raíces, pues la cultura académica ha perdido su conexión tanto con este mundo como con el próximo. Muchos académicos se han obsesionado con el aprendizaje no por el deseo de conocimiento en sí mismo, sino por la utilidad que ofrece para alcanzar prestigio social.
Weil analiza cómo el desarraigo es una condición que se autopropaga, dando el ejemplo de los italianos y los alemanes después de la Primera Guerra Mundial, como pueblos desarraigados que se dedicaron a desarraigar a otros. Quien tiene raíces no desarraiga a otros: Weil opina que los peores ejemplos de mala conducta por parte de españoles e ingleses durante la era colonial fueron los de aventureros que carecían de conexiones profundas con la vida de sus propios países. Tanto la izquierda como la derecha incluyen activistas que quieren que la clase trabajadora vuelva a tener raíces, pero en la izquierda hay un contingente considerable que simplemente quiere que todos se reduzcan al mismo nivel de desarraigo de los proletarios, y en la derecha un sector que quiere que los trabajadores permanezcan desarraigados para poder explotarlos mejor. La desunión impide que los activistas bien intencionados tengan mucho efecto.
Otro factor que obstaculiza los esfuerzos de reforma es la tendencia de la naturaleza humana a no prestar atención a las desgracias: analiza cómo los sindicatos a menudo gastan la mayor parte de sus energías en proteger los intereses especiales de los relativamente ricos, descuidando a los débiles que están siendo más oprimidos, como los jóvenes, las mujeres y los trabajadores inmigrantes.
Weil propone varias medidas para abordar el desarraigo urbano. Considera que se puede hacer poco por los adultos desarraigados, pero que sería más fácil rescatar a la próxima generación. Una de sus primeras sugerencias es eliminar el shock psíquico que experimentan los trabajadores jóvenes cuando pasan de la escuela, donde las figuras de autoridad se preocupan por su bienestar, al mundo del trabajo, donde en realidad son sólo un "engranaje de una máquina". Otro mal que hay que remediar es la exclusión de los trabajadores de una parte imaginativa en la estrategia de sus empresas. 
Las máquinas deben diseñarse teniendo en cuenta las necesidades de los trabajadores, no sólo las demandas de una producción rentable. Sugiere que si las personas tienen una introducción adecuada al trabajo cuando son niños, quienes tienden a ver el lugar de trabajo como un mundo intrigante reservado para los adultos, entonces su futura experiencia laboral estaría para siempre "iluminada por la poesía". Weil también advierte que sería de gran valor recuperar los aprendizajes y el original. 
Weil dice que muchas de las quejas de los trabajadores surgen de obsesiones creadas por la angustia y que la mejor manera de reaccionar no es apaciguar las obsesiones sino solucionar la angustia subyacente; entonces todo tipo de problemas en la sociedad simplemente desaparecen.
También serían necesarias reformas en la educación. Weil dice que brindarles a los trabajadores una alta cultura en una forma que ellos puedan sugerir es mucho más simple de lo que los objetores esperan. No es necesario intentar transmitir grandes volúmenes de literatura, ya que un poco de verdad pura ilumina el alma tanto como mucha verdad pura. Se deben explorar las relaciones entre los diversos temas educativos y la vida cotidiana tal como la experimentan los trabajadores. Sin diluir la alta cultura, sus verdades deberían expresarse en un lenguaje “perceptible al corazón”.
Considera que para abolir el desarraigo urbano sería esencial establecer formas de producción industrial y cultural donde los trabajadores pudieran sentirse como en casa, y analiza varias reformas que recomienda para Francia después de la guerra.

#### Desarraigo en el campo
Weil escribe que aunque el desarraigo no está tan avanzado en el campo como en las ciudades, las necesidades de los campesinos deberían recibir la misma atención que aquellas de los trabajadores industriales: en primer lugar porque es contrario a la naturaleza que la tierra sea trabajada por individuos desarraigados y, en segundo lugar, porque una de las causas de la angustia de los campesinos es el sentimiento de que los movimientos progresistas los ignoran en favor de los trabajadores industriales. 
Entre las exigencias de un campesino se encuentra una fuerte necesidad de poseer tierras, lo cual es importante para que se sientan arraigados. El aburrimiento puede ser un problema ya que muchos campesinos realizan el mismo trabajo durante toda su vida, a partir de los 14 años aproximadamente. Weil sugiere que se debería establecer una tradición para que los jóvenes campesinos, al final de su adolescencia, se tomen unos meses de descanso para viajar, similar al Tour de Francia que solía existir para los aprendices de artesanos. Aquellos que lo deseen también deberían poder volver a estudiar durante un año o dos. 
Las comunidades rurales requieren métodos de enseñanza diferentes a los de las ciudades. La enseñanza religiosa debe ser pertinente para el campo, con énfasis en las escenas pastorales de la Biblia. La ciencia debe presentarse en términos de los grandes ciclos naturales, como la energía del sol que es capturada por la fotosíntesis, se concentra en semillas y frutos, pasa al hombre y luego regresa en parte al suelo a medida que éste gasta energía trabajando la tierra. Weil escribe que si los campesinos tienen ideas científicas y religiosas bien adaptadas en el fondo de sus mentes mientras trabajan en los campos, esto aumentará su apreciación de la belleza e "impregnará su trabajo de poesía" 
En las últimas páginas de esta sección, la autora se detiene en su tema central: que la gran vocación de nuestros tiempos es crear una civilización que reconozca la naturaleza espiritual del trabajo. Ella establece más paralelismos entre el mecanismo espiritual y el mecanismo físico, haciendo referencia a parábolas de la Biblia sobre las semillas y luego analizando nuestra comprensión científica sobre cómo las plantas llegan a la superficie consumiendo la energía de sus semillas y luego crecen hacia la luz. Weil sugiere que se podrían establecer paralelos similares para los trabajadores urbanos. Considera que si las personas pueden tener ideas tanto espirituales como científicas convergiendo en el acto de trabajar, entonces incluso la fatiga asociada con el trabajo puede transformarse para bien, convirtiéndose en "el dolor que hace que la belleza del mundo penetre directamente en el núcleo del cuerpo humano". 
Weil deplora la tendencia de la educación a formar a los trabajadores para que sólo piensen intelectualmente en sus horas de ocio. Opina que si bien no es necesario prestar atención consciente a las ideas fundamentales mientras los trabajadores están ocupados, siempre deberían estar presentes en segundo plano. Weil presenta el caso de dos mujeres que se dedican a la costura: una es una feliz madre embarazada y la otra, una prisionera. Mientras ambos tienen su atención ocupada por los mismos problemas técnicos, la mujer embarazada nunca olvida la vida que crece dentro de ella mientras que el prisionero siempre tiene miedo al castigo. Weil dice que todo el problema social se refleja en las actitudes contrastantes de las mujeres. Analiza las dos formas principales de grandeza: la falsa grandeza basada en la conquista del mundo  y la verdadera grandeza, que es espiritual. 
Como ocurre con cualquier idea elevada, se debe tener cuidado al promover la unión del trabajo y la espiritualidad, para que no quede desacreditada debido al cinismo y la sospecha, y por lo tanto resulte imposible de lograr. Pero Weil sugiere que no sería necesario que las autoridades lo promocionaran en exceso, ya que sería una solución al problema que está en boca de todos respecto de la falta de equilibrio creada por una ciencia material en rápido desarrollo que no ha ido acompañada de progreso social o espiritual. También sugiere que el movimiento hacia el reconocimiento de la espiritualidad del trabajo podría ser adoptado por todos los sectores de la sociedad –sería bien recibido por progresistas y conservadores por igual, e incluso los comunistas ateos no se opondrían a la idea, ya que ciertas citas de Marx deploraban la falta de espiritualidad en el mundo capitalista del trabajo–, de modo que el movimiento podría crear unidad. 

#### Desarraigo y nacionalidad
Weil lamenta el hecho de que la nación se haya convertido en el único colectivo accesible a la mayoría de la gente y que aún está, al menos parcialmente, arraigado. Analiza cómo se han desarraigado instituciones tanto más grandes como más pequeñas que la nación, como la cristiandad, la vida regional y local y la familia. En lo que respecta a la familia, por ejemplo, para la mayoría de las personas se ha reducido simplemente a la unidad nuclear de hombre, esposa e hijos. Los hermanos y hermanas ya están un poco distantes, y muy pocos prestan la más mínima consideración a los familiares que murieron más de 10 años antes de que ellos nacieran, o a los que nacerán después de que ellos hayan muerto.
Se analizan los problemas particulares que afectan a los franceses y que resultan de su historia única: el odio a los reyes y la desconfianza hacia todas las formas de autoridad central debido a la sucesión de reyes en su mayoría crueles que siguieron a Carlos V; la tendencia instigada por Richelieu que vio al estado "absorbiendo todas las formas de vida" de las instituciones regionales y locales; la desconfianza hacia la religión causada por la Iglesia alineándose con el Estado; el renacimiento del espíritu de los trabajadores después de la Revolución que se deshizo con la masacre de 1871; la contrarreacción que se estableció después de la Primera Guerra Mundial, porque durante la guerra el pueblo francés se había esforzado más allá de lo previsto por las energías limitadas que podían extraer de sus disminuidos sentimientos patrióticos. 
Discute también diversos problemas relacionados con el patriotismo: cómo algunos carecen por completo de patriotismo, mientras que para otros el patriotismo es una motivación demasiado débil para las exigencias de la guerra. Otro problema es que para algunos el patriotismo se basa en una concepción falsa de la grandeza, en el éxito que su nación ha tenido al conquistar a otras; este tipo de patriotismo puede llevar a las personas a hacer la vista gorda ante cualquier mal que su país haya cometido.  Weil sugiere que la forma ideal de patriotismo debería basarse en la compasión.  Compara los sentimientos a menudo antagonizados y orgullosos que resultan de un patriotismo basado en la grandeza con la calidez de un patriotismo basado en un tierno sentimiento de piedad y en la conciencia de cómo un país es en última instancia frágil y perecedero. Un patriotismo basado en la compasión permite ver los defectos del propio país, sin dejar de estar siempre dispuesto a hacer el máximo sacrificio. 

### El crecimiento de las raíces
La sección final trata de los métodos mediante los cuales se puede inspirar a un pueblo hacia el bien y cómo se puede alentar a una nación a restablecer sus raíces. Weil analizó cómo, en contraste con la explosión de conocimientos sobre métodos para trabajar con materiales, la gente ha comenzado a pensar que no existe ningún método para los asuntos espirituales. Afirma que todo en la creación depende del método, tomando como ejemplo los métodos espirituales aconsejados por San Juan de la Cruz. 
Inspirar a una nación es, por tanto, una tarea que debe emprenderse metódicamente. Para llevar a cabo la tarea es esencial orientar a las personas en la dirección del bien y, al mismo tiempo, proporcionarles la motivación necesaria, a fin de proporcionarles energía para el esfuerzo requerido. Por tanto, los métodos disponibles para inspirar a una nación se centran en la acción pública de las autoridades como medio de educación. Weil escribe que ésta es una idea muy difícil de comprender, ya que al menos desde el Renacimiento la acción pública ha sido casi exclusivamente un medio de ejercer el poder.  Weil enumera cinco maneras en que la acción pública puede servir para educar a una nación:
- Despertando esperanzas y temores con promesas y amenazas.
- Por sugerencia.
- Mediante la expresión oficial de pensamientos previamente no expresados que ya estaban en la mente del pueblo.
- Con el ejemplo
- Por la modalidad de las acciones.

Weil considera que, si bien las dos primeras vías se entienden bien, no son adecuadas para infundir inspiración a un pueblo. Los tres métodos restantes podrían ser mucho más eficaces, pero actualmente ninguna administración tiene mucha experiencia en su empleo. El tercer método, aunque no carece de similitudes superficiales con el poder sugestivo de la propaganda, puede, en las circunstancias adecuadas, ser una herramienta muy eficaz para el bien.  Weil escribió que en la actualidad (escribiendo en 1943), las autoridades de la resistencia francesa tienen una rara oportunidad de inspirar a su pueblo ya que, si bien sus acciones tienen un carácter oficial, no son las autoridades estatales reales y, por lo tanto, no despiertan el cinismo que los franceses tradicionalmente sienten por sus gobernantes. 
Se enumeran cuatro obstáculos que dificultan inspirar a un pueblo hacia la bondad genuina. En primer lugar, una falsa concepción de la grandeza, basada en el prestigio del poder y la conquista. Weil opina que Francia estaba esencialmente todavía motivada por el mismo sentido de grandeza que impulsaba a Hitler. Otros obstáculos son la idolatría del dinero, un sentido degradado de la justicia y una falta de inspiración religiosa.  Sólo se analizan en profundidad el primer y el último problema. 
Weil afirma que antes del siglo XVI aproximadamente, la religión y la ciencia estaban unidas por la búsqueda de la verdad, pero desde entonces se han separado y en algunos casos hasta se han vuelto mutuamente hostiles, siendo a menudo la religión la perdedora en la batalla por la opinión pública. Ella sugiere que la religión y la ciencia podrían reconciliarse si se infundiera en ambas el espíritu de la verdad; a pesar de las afirmaciones contrarias de algunos científicos, la sed de verdad no es una motivación común para la ciencia. Como ejemplo, mencionó el hábito de los matemáticos de ocultar deliberadamente las pruebas de sus descubrimientos, mostrando que estaban motivados por instintos competitivos y el deseo de ser reconocidos por encima de sus pares. Weil sugiere que el estudio más elevado de la ciencia es la belleza del mundo. 
En las últimas páginas del libro, Weil vuelve a analizar la espiritualidad del trabajo, presentando el argumento de que el trabajo físico es espiritualmente superior a todas las demás formas de trabajo, como la planificación técnica, el mando, el arte o la ciencia. 

### Albert Camus y la edición de la obra de Simone Weil

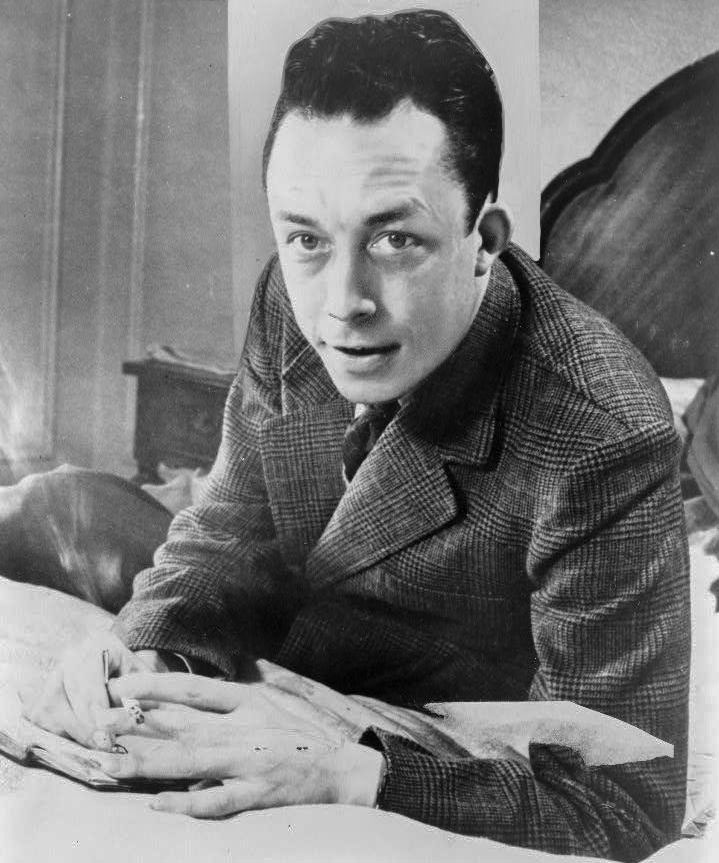
Albert Camus en 1957

Roger Quilliot, primer editor de las obras de Camus en La Pléiade, precisa que éste sólo descubrió a Simone Weil "después de la Liberación", y que luego se comprometió a publicar la parte esencial de su obra. “Apreciaba su independencia de espíritu, la intransigencia que la empujaba a un compromiso total. Admiraba a la licenciada en filosofía que había experimentado directamente, sin desganas ni mentiras, la condición de maniobra; que se habían unido a los republicanos españoles, sin guardar silencio sobre sus errores; que había rechazado el mercado negro durante la ocupación. Ella era la honestidad encarnada, dejándose morir […] para no traicionar. Convertida finalmente en cristiana, rechazó toda Iglesia en un espíritu de universalidad".
De hecho, Albert Camus se mostró muy entusiasmado al leer a Weil, a quien consideraba “la única gran mente de nuestro tiempo". Lector en Gallimard desde 1943, editó los principales textos de Simone Weil en la colección Espoir que fundó después de la guerra. Echar raíces fue el primer título de la filósofa que publicó. Entre 1949 y 1968 aparecieron en esta colección once compilaciones de sus textos más importantes.

## Evaluación y recepción

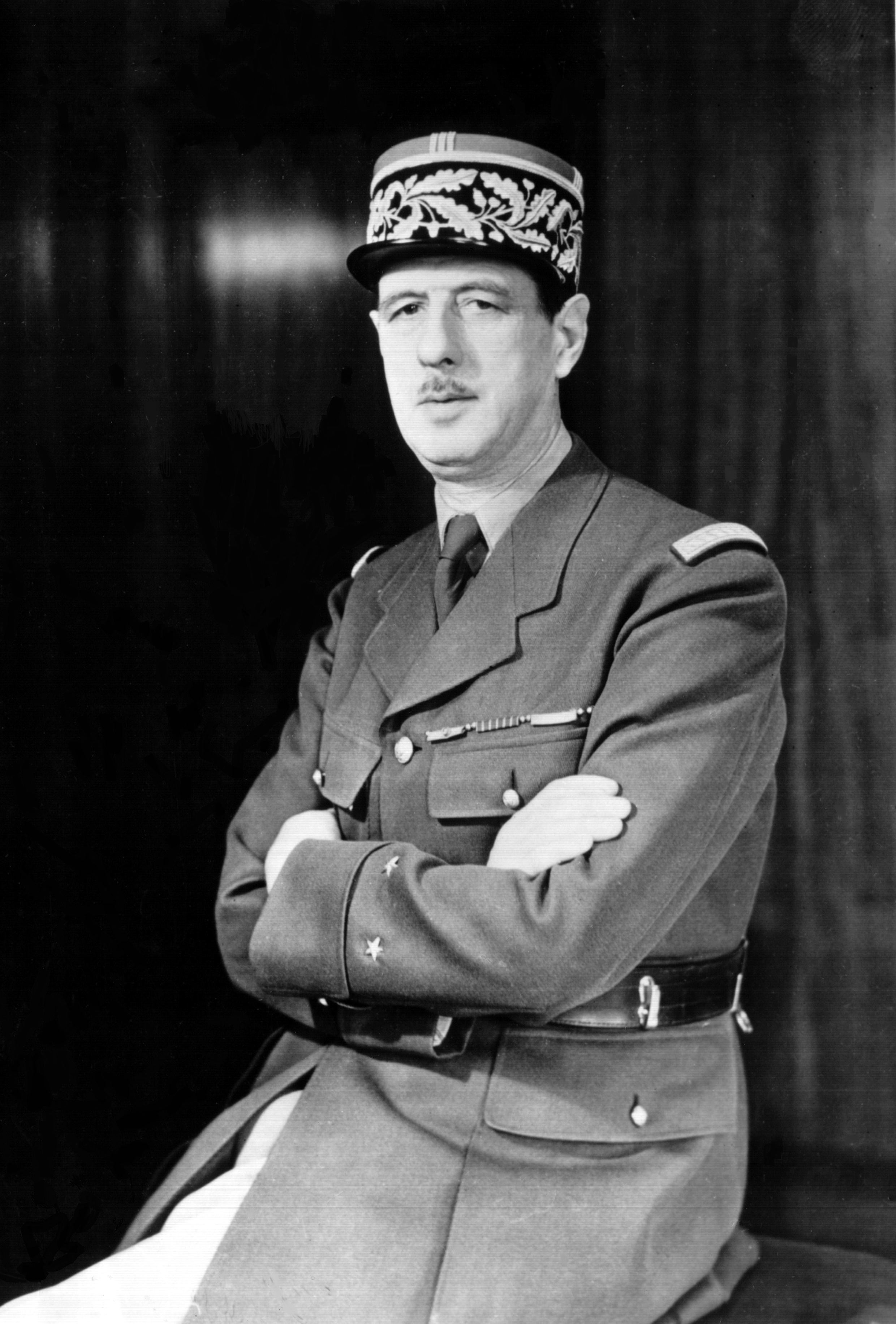
El general De Gaulle era el líder del Movimiento de la Francia Libre, pero tenía poco tiempo para su trabajo y se negó a leer la totalidad de Echar raíces.

El primer biógrafo inglés de Weil, Richard Rees, escribió que Echar raíces puede describirse como una investigación sobre las causas de la infelicidad y propuestas para su cura. Escribiendo en 1966, dice que contiene más de lo que la época actual necesita entender y más de la crítica que necesita escuchar de lo que cualquier otro escritor del siglo XX haya sido capaz de expresar.  Según el Dr. Stephen Plant, que escribió en 1996, Echar raíces sigue siendo tan relevante hoy como lo fue en la década de 1940, cuando la mayoría de los trabajadores europeos trabajaban en la industria pesada.  T. S. Eliot elogió el juicio equilibrado, la perspicacia y el buen sentido de la obra. 
El Times Literary Supplement escribió que el libro trata de política en el "más amplio sentido aristotélico del término" y que muestra "una originalidad excepcional y un aliento de simpatía humana". 
Para el estudioso de Weil Sian Miles, el libro es la expresión más completa del pensamiento social de Weil. 
De Gaulle, por el contrario, se mostró menos impresionado, desestimó sus recomendaciones y sólo leyó a medias la mayoría de sus informes. En general, muy pocas de las ideas de Weil se pusieron en práctica durante las operaciones que siguieron a la liberación de Francia; uno de los pocos signos directos de su influencia fue que se incluyó una lista de obligaciones junto con una lista de derechos en un comunicado de prensa libre francés de agosto de 1943. 
En la presentación de Echar raíces que escribió para el Bulletin de la La Nouvelle Revue Française, Albert Camus afirma que es “Uno de los libros más lúcidos, elevados y hermosos que se han escrito durante mucho tiempo sobre nuestra civilización”, agregando que “Este libro austero, de una audacia a veces terrible, despiadada y al mismo tiempo admirablemente mesurada, de un cristianismo auténtico y purísimo, es una lección a menudo amarga, pero de rara elevación del pensamiento".Estaba tan fascinado por la obra que escribió que le parecía "imposible imaginar el renacimiento de Europa sin tomar en consideración las sugerencias esbozadas en ella por Simone Weil". 
El poeta y crítico Kenneth Rexroth tuvo una opinión negativa del libro y escribió en 1957 que era "una colección de disparates atroces" y "una reliquia extraña y vergonzosa de un pasado demasiado inmediato".